# LeVar Burton
Levardis Robert Martyn Burton Jr. kendt som LeVar Burton (født 16. februar 1957) er en amerikansk skuespiller og instruktør, der blandt andet har spillet Kunta Kinte i tv-serien Rødder og Geordi La Forge i Star Trek: The Next Generation og fire Star Trek-film.

## Udvalgt filmografi

### Film
- Star Trek: Generations (1994) - Geordi La Forge
- Star Trek: First Contact (1996) - Geordi La Forge
- Star Trek: Insurrection (1998) - Geordi La Forge
- Ali (2001) - Martin Luther King Jr.
- Star Trek: Nemesis (2002) - Geordi La Forge

### Tv-serier
- Rødder (1977) - Kunta Kinte
- Star Trek: The Next Generation (1987–1994) - Geordi La Forge
- Jeopardy! (2021)